# (30698) Hippokoon
(30698) Hippokoon ist ein Asteroid aus der Gruppe der Jupiter-Trojaner. Damit werden Asteroiden bezeichnet, die auf den Lagrange-Punkten auf der Bahn des Jupiter um die Sonne laufen.
(30698) Hippokoon wurde am 16. Oktober 1977 von den niederländischen Astronomen Cornelis Johannes van Houten, Ingrid van Houten-Groeneveld und Tom Gehrels am Palomar-Observatorium entdeckt. Er ist dem Lagrangepunkt L5 zugeordnet.
Der Asteroid ist nach Hippokoon benannt, dem Cousin des thrakischen Königs Rhesos, der im Trojanischen Krieg auf der Seite von Troja kämpfte.